# Banaghatta, Pandavapura
Banaghatta là một làng thuộc tehsil Pandavapura, huyện Mandya, bang Karnataka, Ấn Độ.